# Volga-Klasse
Die Flusskreuzfahrtschiffe der Volga-Klasse (russisch Волга), welche auch als Projekt Q-031 bekannt war, sind fluss- und kanalgängige Binnenpassagiermotorschiffe großer Bauart. Die Klasse ist benannt nach dem ersten Schiff der Klasse, das den Namen eines Flusses der Sowjetunion trug.

## Geschichte
Die  Flusskreuzfahrtschiffsserie wurde 1970 hergestellt. Österreichische Schiffswerften AG in Korneuburg (Österreich) baute Schiffe des eigenen Entwurfs. Die Namensgebung war auf zwei Flüsse der damaligen UdSSR begrenzt. Die Schiffe sind unter ukrainischer Flagge auf der Donau auf verschiedenen Kreuzfahrtstrecken zwischen Ismajil und Passau eingesetzt. Heimathafen ist Ismajil.

## Technik
In den 2000er Jahren wurden die Schiffe modernisiert und für neue Verhältnisse umgebaut. Die Schiffe verfügen über einen Dieselantrieb mit zwei reversierbaren Viertakt-Hauptmotoren MWM TbD 440-8 mit Turbolader.

## Ausstattung
Alle komfortablen Zwei- und Dreibett-Kabinen sind mit Klimaanlage ausgestattet.
An Bord befinden sich laut Projekt u. a. ein Restaurant, eine Bar, Veranstaltungsraum, Musiksalon und Sauna.

## Liste der Schiffe Projekt Q-031 in der Ursprungs- und englischen Sprache
In der Liste ist der Ursprungsname des Flusskreuzfahrtschiffes angegeben, die anderen Namen stehen in Klammern in chronologischer Reihenfolge:
Flusskreuzfahrtschiffe des Projekts Q-031:
| Schiffe der Volga-Klasse | Schiffe der Volga-Klasse | Schiffe der Volga-Klasse |
| lfd. Nr.                 | Originaler Ursprungsname | Seine englische Version  |
| ------------------------ | ------------------------ | ------------------------ |
| 1                        | Волга                    | Volga                    |
| 2                        | Днепр (Дніпро)           | Dnepr (Dnipro)           |

## Übersicht
| Schiffe der Volga-Klasse | Schiffe der Volga-Klasse | Schiffe der Volga-Klasse | Schiffe der Volga-Klasse | Schiffe der Volga-Klasse   | Schiffe der Volga-Klasse | Schiffe der Volga-Klasse | Schiffe der Volga-Klasse   |
| Baumonat und -jahr       | Baunummer                | Bild                     | Name                     | erste Reederei             | Heimathafen              | Flagge                   | Umbenennungen und Verbleib |
| ------------------------ | ------------------------ | ------------------------ | ------------------------ | -------------------------- | ------------------------ | ------------------------ | -------------------------- |
| 1970                     | K687                     |                          | Volga                    | Sowjet-Donau-Flussreederei | Ismajil                  | →                        | RSU 2-601784, ENI 42000003 |
| 1970                     | K688                     |                          | Dnipro                   | Sowjet-Donau-Flussreederei | Ismajil                  | →                        | RSU 2-601783, ENI 42000004 |